# Edvīns Šnore

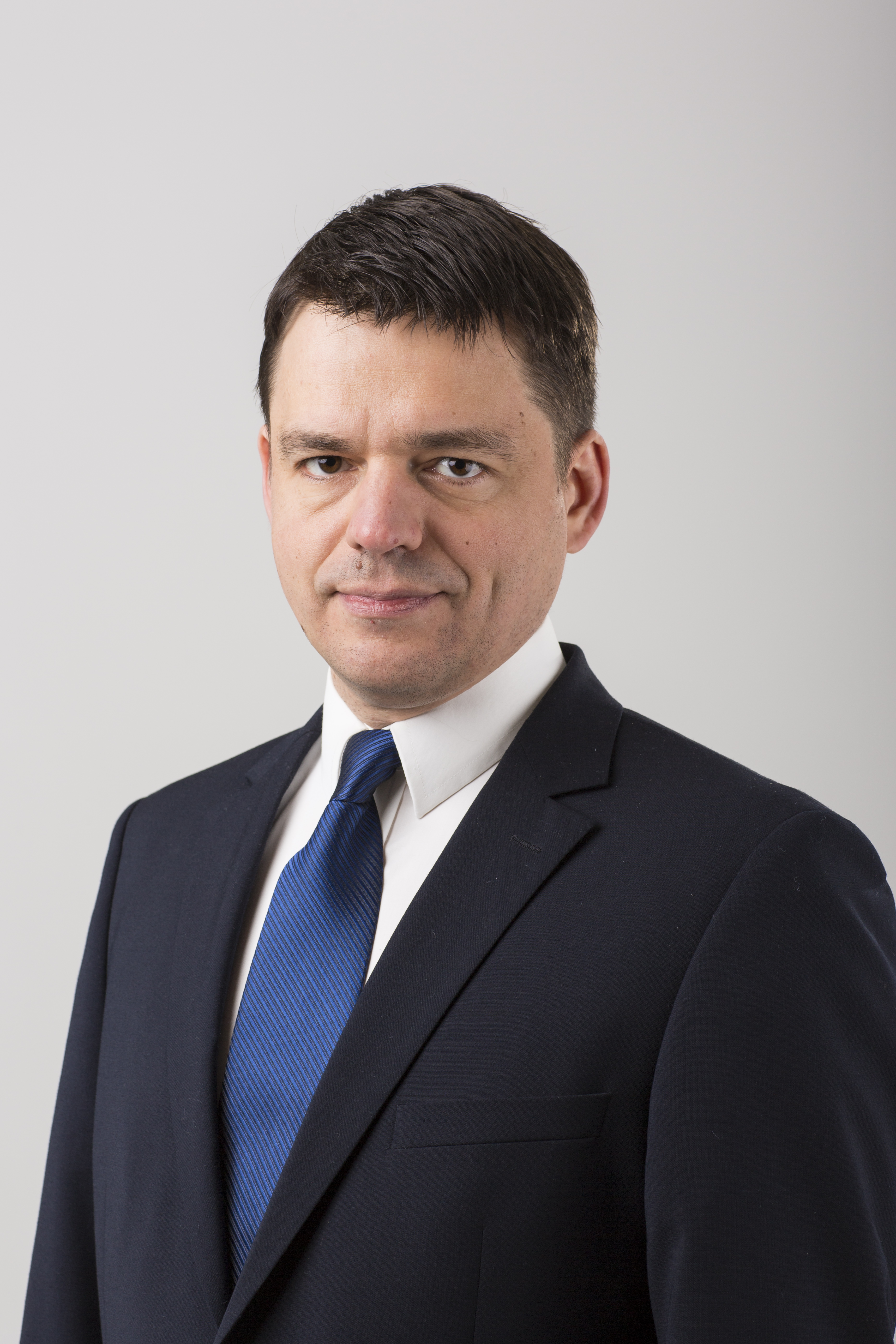
Edvīns Šnore

Edvīns Šnore (* 21. März 1974 in Saulkrasti) ist ein lettischer Regisseur und Drehbuchautor.
Šnores Familie stammt aus Kuldīga (dt. Goldingen). Er ging in Riga zur weiterführenden Schule. Während des Umbruchs im Ostblock sympathisierte er mit der Latvijas Tautas Fronte (lettische Volksfront). Sein Studium der Politikwissenschaft absolvierte er in Norwegen. 2013 promovierte Šnore an der Universität Lettlands mit einer Arbeit über die westeuropäische Einstellung zum Holodomor („Ukrainas bada tēma Rietumu publiskajā telpā 20.gs. 30.gadu sākumā“).
Weltweit bekannt wurde der lettische Filmemacher mit der Dokumentation The Soviet Story. Mehr als zehn Jahre sammelte der Politologe Material, bevor er seinen Film 2008 im Europäischen Parlament uraufführen konnte. The Soviet Story provozierte heftige Reaktionen, vor allem in Russland wurde es in Politik und Medien als Machwerk verdammt. Für den britischen The Economist zählte dies als eine „Art Oscar-Verleihung“ für den mehrfach preisgekrönten „packenden, mutigen und kompromißlosen“ Film. In anderen osteuropäischen Ländern waren die Reaktionen voll des Lobes. Auf Filmfestivals erhielt Šnore mehrfach Auszeichnungen.

## Auszeichnungen
- 2008: Drei-Sterne-Orden (staatliche Auszeichnung Lettlands)
- 2009: Orden des Marienland-Kreuzes IV. Klasse (staatliche Auszeichnung Estlands)

## Werke
- Padomju stāsts. 2008 (Dokumentarfilm über die Geschichte der Sowjetunion)